# كتاب (أوزبكستان)
كتاب (أوزبكستان) هي مدينة ومركز مقاطعة كتاب في ولاية قشقداريا في أوزبكستان.